# Aethomys silindensis
Aethomys silindensis é uma espécie de roedor da família Muridae.
Pode ser encontrada nos seguintes países: Zimbabwe e possivelmente Moçambique.
Os seus habitats naturais são: florestas secas tropicais ou subtropicais.